# Washingtonstraße (Weimar)
Die nach dem 1. Präsidenten der Vereinigten Staaten von Amerika George Washington genannte Washingtonstraße ist eine Anliegerstraße und Zufahrtsweg in der Weimarer Westvorstadt. Sie beginnt an der Schwanseestraße und reicht bis zum August-Frölich-Platz. Die einstige Scheunenstraße, heute Coudraystraße, wovon nur wenige der alten Ackerbürgerscheunen erhalten geblieben sind, ist ihre östliche Parallelstraße. Die Washingtonstraße hieß einst Schröterstraße. In der damaligen Schröterstraße 8 hatte der Fotograf Franz Xaver Vältl, der seit 1912 den Titel „Hof-Photograph“ trug, seine Wohnung.
Die gesamte Washingtonstraße steht auf der Liste der Kulturdenkmale in Weimar (Sachgesamtheiten und Ensembles). Auf der Liste der Kulturdenkmale in Weimar (Einzeldenkmale) ist mit der Washingtonstraße 53 das Paulinenstift aufgeführt. Auch das Wohnhaus Washingtonstraße 30 ist darin verzeichnet. Dabei handelt es sich um ein Wohnhaus im Jugendstil. Auch Haus Washingtonstraße 1 ist nicht uninteressant.

## Galerie

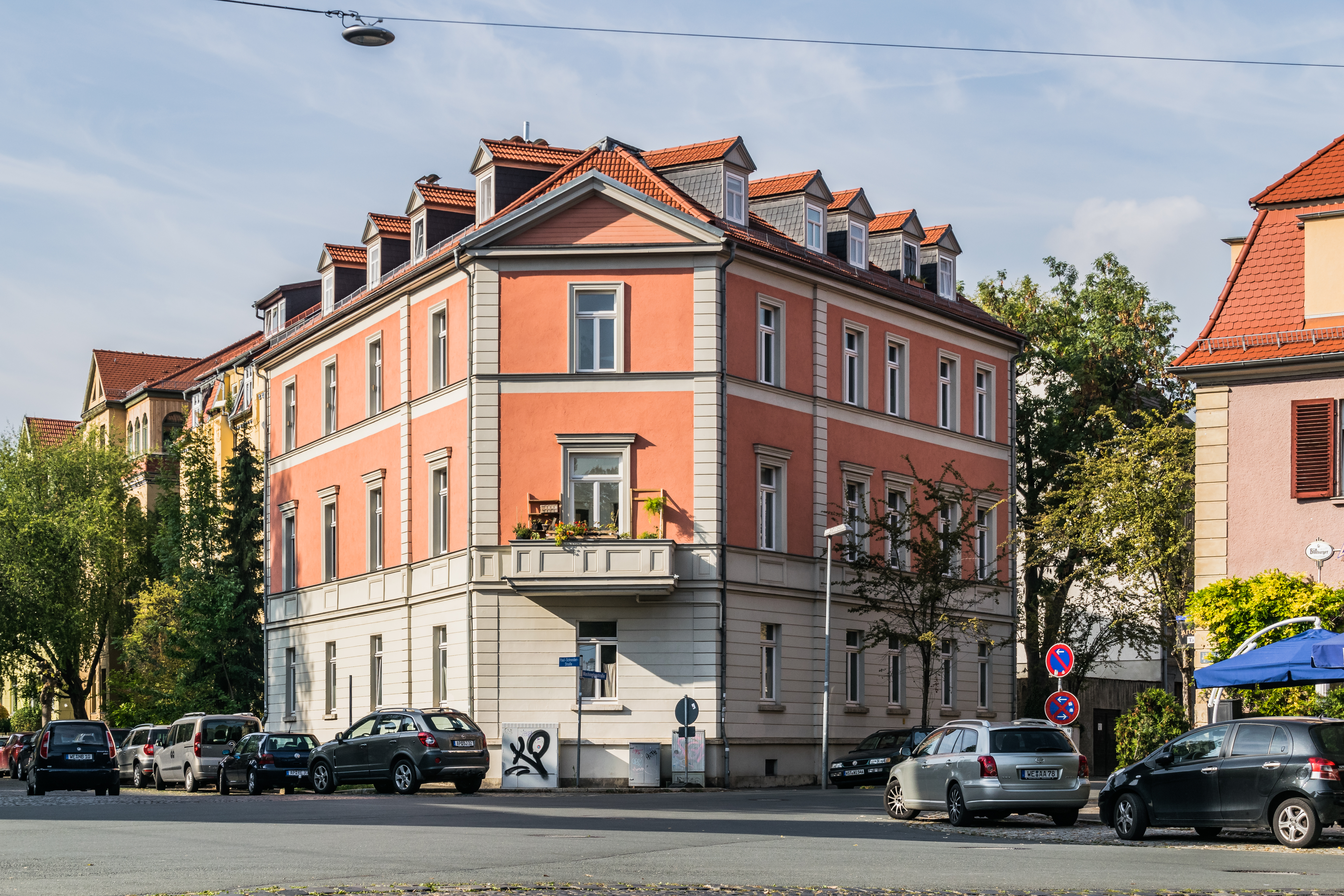
Washingtonstraße 1
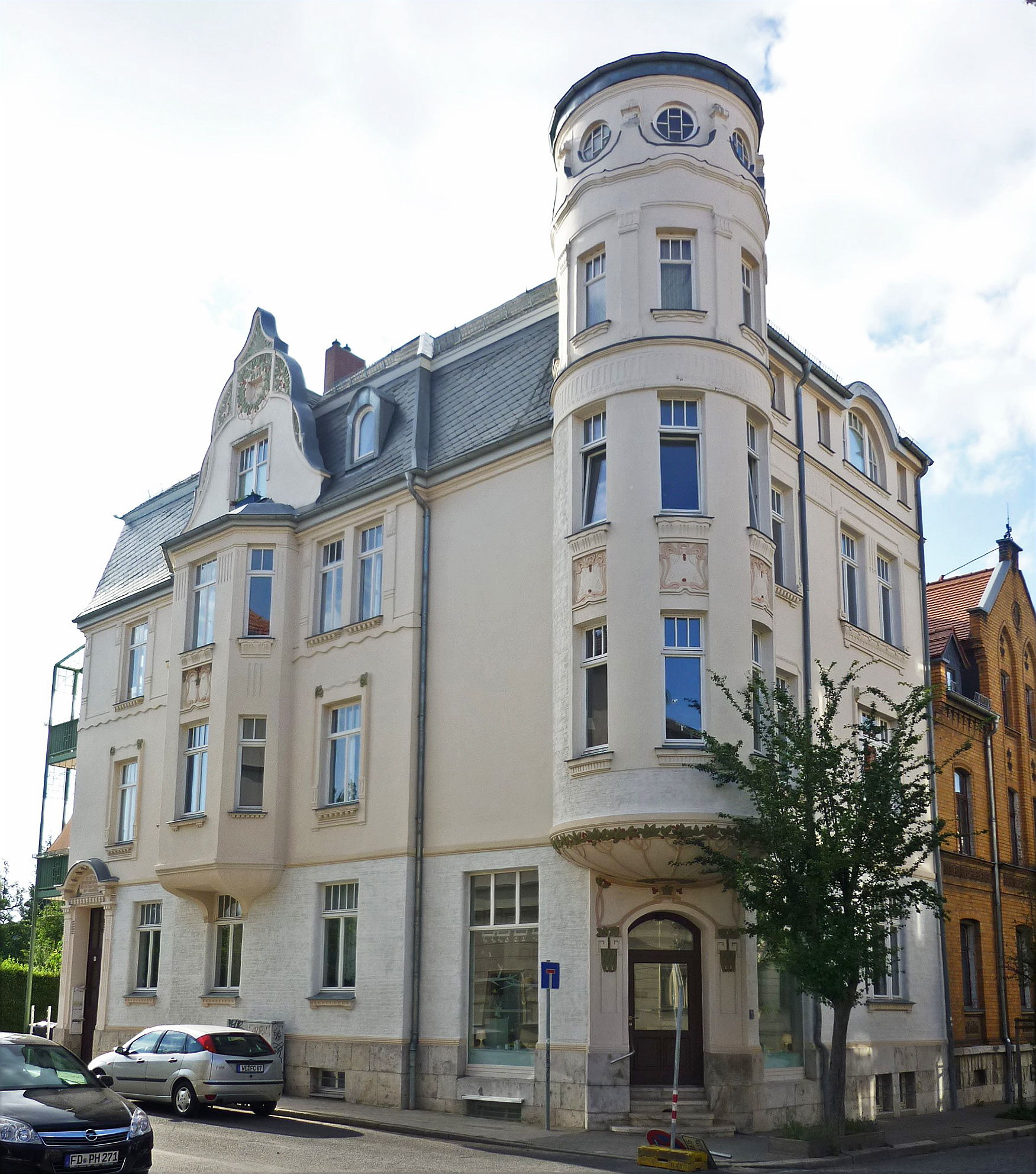
Washingtonstraße 30
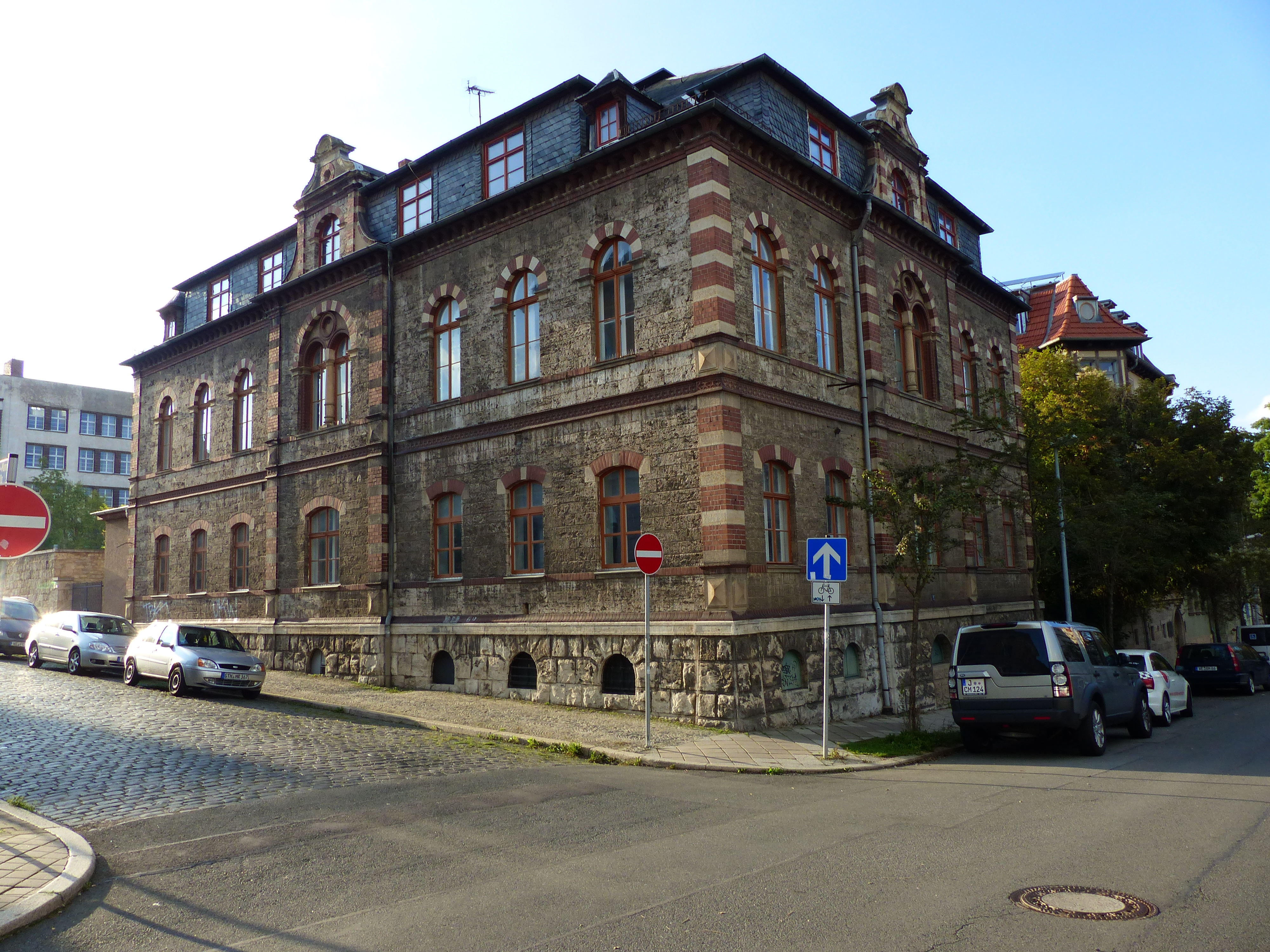
Washingtonstraße 53